# STYLE (LUNA SEAのアルバム)
STYLE（スタイル）は、日本のロックバンド・LUNA SEAの5枚目のオリジナルアルバムである。初回限定盤は、透明帯・ピクチャーレーベル・特殊ジュエルケース仕様（5種類）。
2007年12月5日に、最新リマスタリング音源、「DESIRE」「END OF SORROW」「IN SILENCE」のPVが収録されたDVDとの2枚組で、ユニバーサルミュージックより再発された。

## 概要
- アルバム名となった「STYLE」はJが考案したもの。「俺達はよく『曲がバラバラだね』と言われるけど、何でバラバラだといけないのか。だから皮肉にも『バラバラなのが俺達のスタイルです』と言えたらと思った」とのこと[1]。また「STYLE」という言葉には「日時計の針」という意味もあるらしく、「周囲（太陽、影）がクルクル変わっても、俺達（針）は変わらない」というダブルミーニングでもあるとメンバーは明かしている[1]。
- 初回版のケースについているシールは5種類あり、一つ一つがメンバーの誰かを表している。
- Jは前作「MOTHER」に対するプレッシャーがあったため、それまでの「ROSIER」「TRUE BLUE」での「終始気持ち良いパターンを突き詰めた」楽曲作りを封印し、グルーヴを求めながらレコーディングの現場でセッションした時に突発的に生まれたメロディを大切にし、その断片をまとめていった。その結果、循環コードが使用された曲が多くなった[2]。
- 初期のコンセプトは「重くする」「ボーカルに色付けを」「もっとロック的な骨太サウンド」だった。そこからSUGIZOによって「全ての境遇を潜り抜けて、最後は“無”の状態で静かに宇宙に溶けて生きたい」と固められていった[2]。
- マスタリング直前まで、この曲順で本当にいいのかが読めず、SUGIZOは「違っていたら並び替えなきゃ」と話していたが、いざ終わると「この曲順でよかった。この中にこれまでの曲が入るライヴが想像できない」と話している[2]。

## 収録曲
| 全作詞・作曲・編曲: LUNA SEA。 |                               |          |            |       |
| #                              | タイトル                      | 作詞     | 作曲・編曲 | 時間  |
| 1.                             | 「WITH LOVE」(SUGIZO原曲)     | LUNA SEA | LUNA SEA   | 5:13  |
| 2.                             | 「G.」(J原曲)                 | LUNA SEA | LUNA SEA   | 4:19  |
| 3.                             | 「HURT」(J原曲)               | LUNA SEA | LUNA SEA   | 5:29  |
| 4.                             | 「RA-SE-N」(J原曲)            | LUNA SEA | LUNA SEA   | 5:15  |
| 5.                             | 「LUV U」(INORAN原曲)         | LUNA SEA | LUNA SEA   | 5:24  |
| 6.                             | 「FOREVER & EVER」(J原曲)     | LUNA SEA | LUNA SEA   | 10:28 |
| 7.                             | 「1999」(SUGIZO原曲)          | LUNA SEA | LUNA SEA   | 2:27  |
| 8.                             | 「END OF SORROW」(SUGIZO原曲) | LUNA SEA | LUNA SEA   | 4:21  |
| 9.                             | 「DESIRE」(SUGIZO原曲)        | LUNA SEA | LUNA SEA   | 4:24  |
| 10.                            | 「IN SILENCE」(SUGIZO原曲)    | LUNA SEA | LUNA SEA   | 5:37  |
| 11.                            | 「SELVES」(INORAN原曲)        | LUNA SEA | LUNA SEA   | 8:00  |
| 合計時間:                      | 合計時間:                     | 60:57    |            |       |

### 楽曲解説
1. WITH LOVE
50s〜60sのオールディーズぽさをLUNA SEA風に提示した作品。冒頭のレコードに針を落とす音もその事に関係している[1]。
SUGIZOは「前からこういう事がやりたくて、やっと実現した実験曲」と語っている[2]。
2. G.
1999年にはル・マン24時間レースのテーマ曲として採用された。
SUGIZOはこの曲をオープニング曲にしたかったが、他のメンバーの同意を得られなかった[3]。
Jは「スピード感に溢れたグルーヴをやっと出せる様になった」と語っている[2]。
SUGIZOは「みんなホッとするようなLUNA SEA王道のナンバー」と語っている[2]。
3. HURT

Jは「LUNA SEA結成以来久しぶりにやった1曲通してのユニゾン。ドラム・ベース・ギター・ボーカルというシンプルな構成だけど、それ以上何もいらないということを感じて頂きたい」と語っている[2]。
4. RA-SE-N
5/4拍子のAメロとサビ、さらに4/4拍子の大サビが存在するという曲構成。RYUICHIはこの曲を演奏するときには、自分の世界に入り込んで歌うとのこと[1]。
Jは「どこまでも続いて、終わらない」構成をイメージした[2]。
SUGIZOはアルバムの中で本楽曲のギターソロが一番気に入っている[2]。
5. LUV U
6thシングル「DESIRE」のカップリング曲でもある。シングル版とはミックスやイントロの出だし、アレンジ、曲の終わり方などが異なる[2]。
6. FOREVER & EVER
歌詞も全てJによって書かれたものである。10分を超えるバラードナンバーで、LUNA SEAのスタジオ音源の中では2番目に長い曲である（最長は2012年発売の「THE ONE -crash to create-」）。それ故にメンバーがレコーディングで非常に苦労した曲である[1]。曲の途中でJの英詞の語りがある。
Jは「私の人生始まって以来の優しい曲」と語っている[2]。
LUNA SEAの楽曲で初めて生のストリングスが起用された[2]。
7. 1999
ギターや尺八のサンプリングを入れるなどの様々なアプローチがなされた曲。ギターもレギュラーチューニングではない。SUGIZO曰く、「初めから遊びながら取り掛かった曲。タイトルもふざけた。」最後で女性ナレーションが呟く「I need you」は、シングル版「END OF SORROW」の冒頭にもあったものであり、そして次に同曲を間髪なく持ってくる事によって、シングルがこのアルバムの断片だったということを示唆させている[1]。
SUGIZOは「かなり楽しませてもらった。『ストレンジ・デイズ/1999年12月31日』にインスパイアされた」と語っている[2]。
8. END OF SORROW
7thシングル。シングル版とは少しミックスが異なっている。
Jは曲順に本楽曲がこの順番だった際、「『ああ、この位置にあったものなのか』と全貌を明らかにされた気分だった」と語っている[2]。
9. DESIRE
6thシングル。
SUGIZOは「アルバムでこの順番に入って、『改めて良い曲だな』と思った」と語っている[2]。
10. IN SILENCE
後にテレビ朝日系ドラマ「シカゴ・ホープ」イメージソングに採用され、8thシングルとしてリカットされた（LUNA SEA初のタイアップ曲となった）。
SUGIZOは「アルバムの中で一番メジャーな曲。これがないと相当重いアルバムになっていた」と語っている[2]。
11. SELVES
ギターをトイレの中で録音したり、曲の最後ではアコースティック・ギターを8本重ね合わせて録るなどの試みがなされている。当時SUGIZOがインタビューで「俺の一番やりたいことができた」と語っている[1]。英詞のつぶやきはINORANによるもの。
「別世界・海・宇宙等何かに溶けていきたい」「生命が目を覚ましたのは海の中であったことを思い出した時に、自分自身の原点をじっくり感じて初めて別世界に行ける気がする」をテーマにした[2]。
Jは「新しいLUNA SEAの力を見せ付けている曲。夢の後、次のドアが開く感じ」と語っている[2]。
SUGIZOは「俺のやりたい事を全て詰め込むことができた。すごく自分の理想に近い感じ。だから絶対にこのアルバムをこの曲で締めたかった」と語っている[2]。